# アイエータ
アイエータ（イタリア語: Aieta）は、イタリア共和国カラブリア州コゼンツァ県にある、人口約800人の基礎自治体（コムーネ）。

## 地理

### 位置・広がり

#### 隣接コムーネ
隣接するコムーネは以下の通り。
- ライーノ・ボルゴ
- ライーノ・カステッロ
- パパジーデロ
- プラーイア・ア・マーレ
- トルトラ

## 文化・観光
「イタリアの最も美しい村」クラブ加盟コムーネである。